# Monchy-Cayeux
Monchy-Cayeux is een gemeente in het Franse departement Pas-de-Calais (regio Hauts-de-France) en telt 274 inwoners (1999). De plaats maakt deel uit van het arrondissement Arras.

## Geografie
De oppervlakte van Monchy-Cayeux bedraagt 6,2 km², de bevolkingsdichtheid is 44,2 inwoners per km².
De onderstaande kaart toont de ligging van Monchy-Cayeux met de belangrijkste infrastructuur en aangrenzende gemeenten.

## Demografie
Onderstaande figuur toont het verloop van het inwonertal (bron: INSEE-tellingen).